# Vännäs (Gemeinde)
Koordinaten: 63° 54′ N, 19° 45′ O

Vännäs ist eine Gemeinde (schwedisch kommun) in der schwedischen Provinz Västerbottens län und den historischen Provinzen Ångermanland und Västerbotten. Der Hauptort der Gemeinde ist Vännäs.
Durch die Gemeinde führen die Europastraße 12 und die Reichsstraße 92.

## Geographie
Die Gemeinde liegt im Vorland des Skandinavischen Gebirges und ist geprägt von einer hügeligen Landschaft. Das Gemeindegebiet ist geprägt von den Tälern der beiden Flüsse Ume älv und Vindelälven, die sich bei Vännäsby vereinigen.

## Wirtschaft
Forstwirtschaft, holzverarbeitende Industrie und Stromerzeugung durch Wasserkraft sind wichtige Wirtschaftszweige. Ein Teil der arbeitenden Bevölkerung pendelt auch in die benachbarten Küstengemeinden, vor allem nach Umeå.

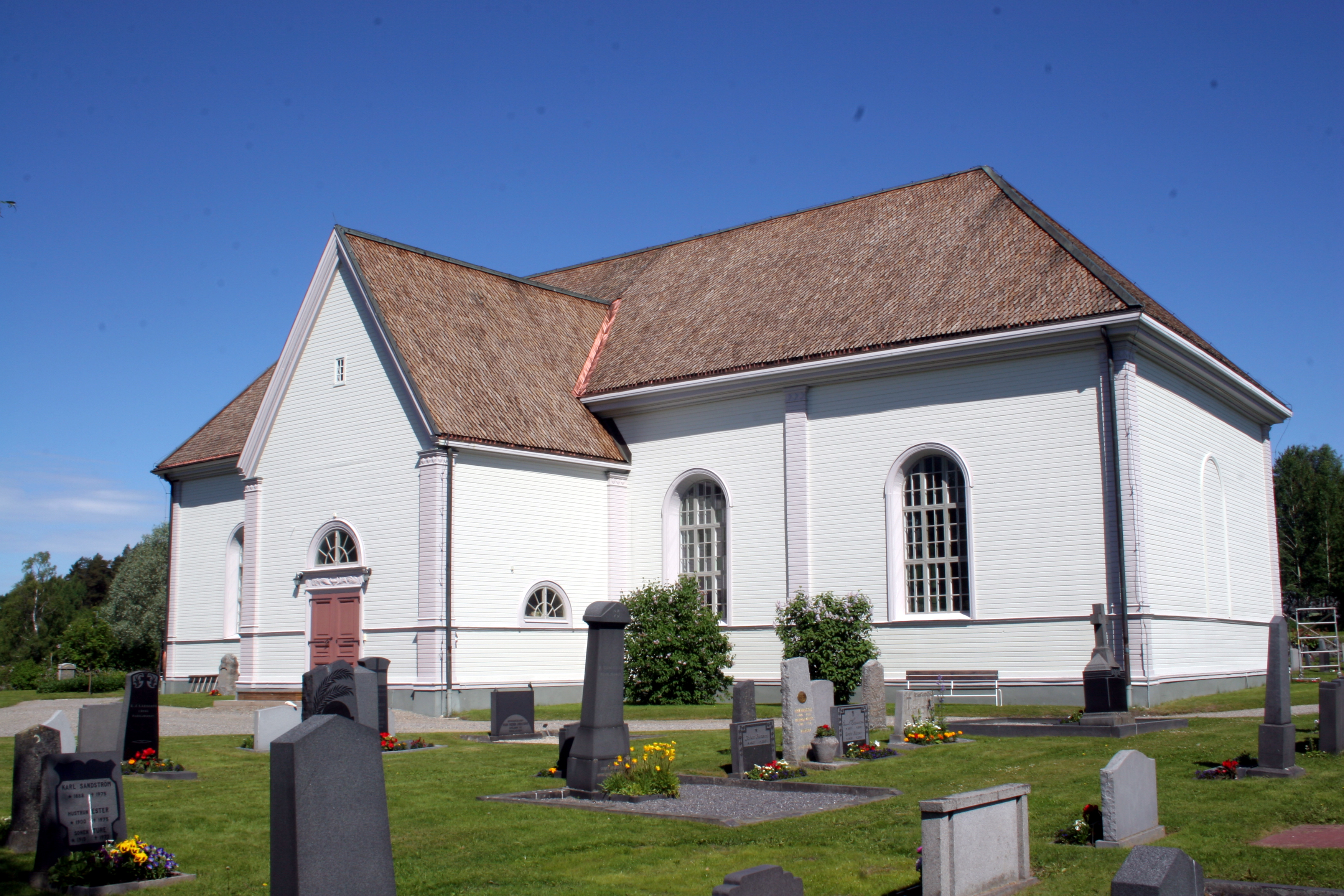
Kirche in Vännäsby

## Sehenswürdigkeiten
- Vännforsens Naturreservat
- Bråsjöns Naturreservat

### Museen
- Vännäs Motormuseum:Autos, Motorräder, Feuerwehr und Eisenbahn in einem alten Hangar
- Freilichtmuseum in Vännäsby
- In Pengsjö, 12 Kilometer südlich von Vännäs, lag bis 2013 ein Museum mit über 18.000 Gegenständen, die das Leben der Siedler in der Zeit der Urbarmachung der Region dokumentierten.